# کالا (فیلم ۲۰۱۸)
کالا (به تامیلی: Kaala) فیلمی محصول سال ۲۰۱۸ و به کارگردانی پا رانجیت است. در این فیلم بازیگرانی همچون راجینیکانت، نانا پاتیکار، ساموتهیراکانی، ایسواری رائو، هما قریشی ایفای نقش کرده‌اند.